# Annelies Pleyte
Annelies Caroline (Annelies) Pleyte (Groningen, 7 juni 1970) is een Nederlands bestuurster. Ze is lid van de VVD. Sinds 9 september 2024 is zij burgemeester van Veendam.

## Jeugd en opleiding
Pleyte is geboren in Groningen en getogen in Groningen en Glimmen. Ze groeide op in een gezin met twee broers en twee zussen. In haar jeugd speelde ze hockey. Ze ging naar het Praedinius Gymnasium. Ze studeerde Staatkundig Recht aan de Rijksuniversiteit Leiden, met als afstudeerrichting Juridisch Politieke Wetenschappen.

## Ambtelijke loopbaan
Na haar studie werkte Pleyte bij het ministerie van Volksgezondheid, Welzijn en Sport. Van 2008 tot 2015 was ze politiek assistent van Mark Rutte; de eerste twee jaar bij de Tweede Kamerfractie van de VVD in zijn tijd als fractievoorzitter, de laatste vijf jaar op het ministerie van Algemene Zaken in zijn tijd als minister-president.
Van 1 augustus 2015 tot 19 februari 2018 was Pleyte directeur van de Directie Den Haag van de Nationaal Coördinator Groningen. Daarna was ze tot 21 augustus 2023 directeur Sport bij het ministerie van Volksgezondheid, Welzijn en Sport. Nadien werkte ze tot het burgemeesterschap aan het project Ambtelijk Vakmanschap bij de Algemene Bestuursdienst.

## Burgemeester van Veendam
Op 22 mei 2024 werd Pleyte door de gemeenteraad van Veendam voorgedragen als nieuwe burgemeester. Met ingang van 9 september van dat jaar werd ze benoemd bij koninklijk besluit. Op die dag werd zij ook beëdigd en geïnstalleerd.
Pleyte kreeg in haar portefeuille: bestuurlijke coördinatie & bestuurlijke organisatie & bestuurscultuur; bestuurlijke & juridische aangelegenheden & inkoop; openbare orde, veiligheid & (integrale) handhaving; externe betrekkingen, voorlichting & communicatie; intergemeentelijke & grensoverschrijdende aangelegenheden/regionale samenwerking; dienstverlening; interne organisatie & ICT; coördinatie mijnbouw; bestuurscultuur (projectportefeuille).

## Persoonlijk
Pleyte is alleenstaand.